# Acompañante (Doctor Who)

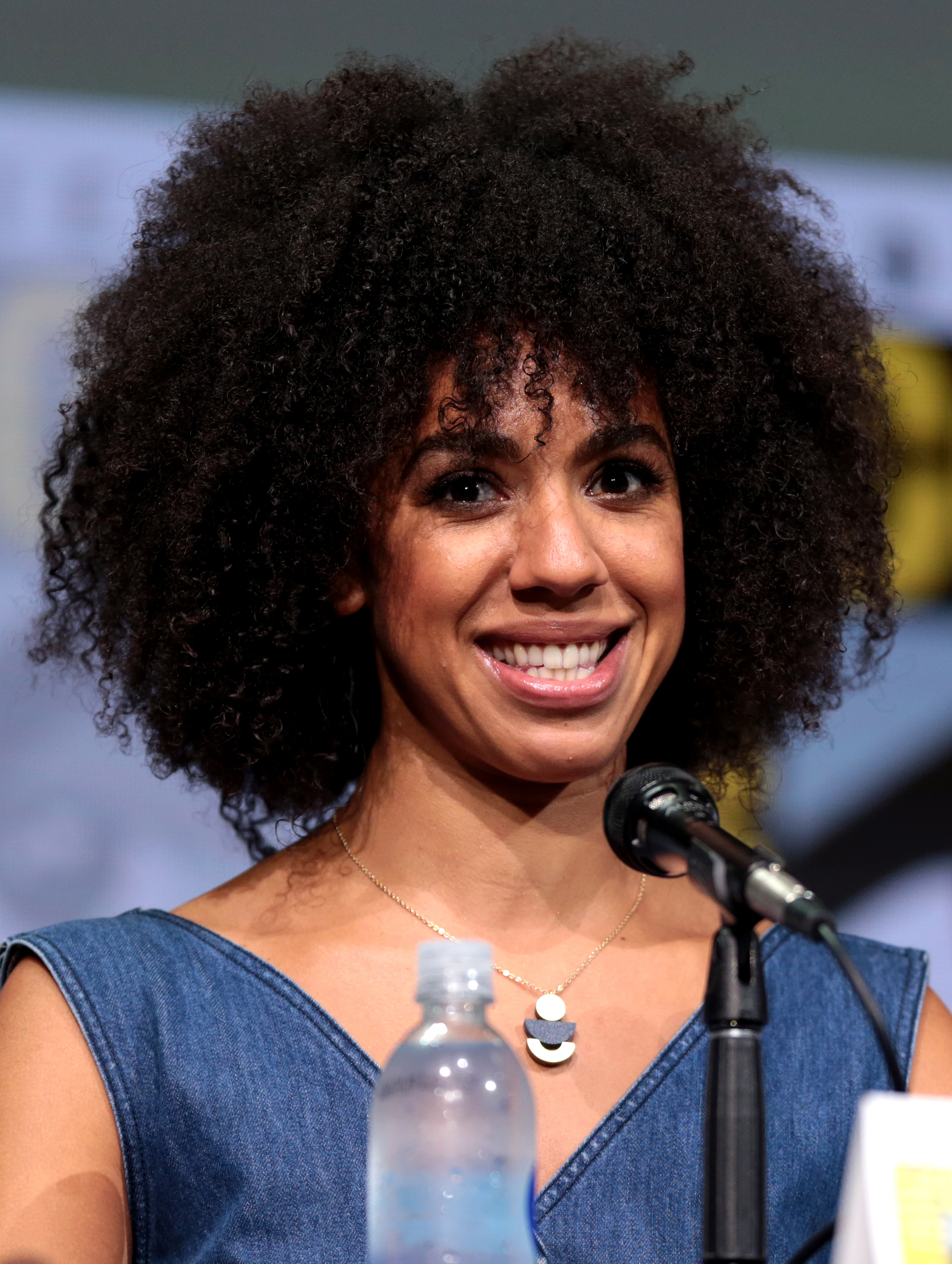
Pearl Mackie, acompañante del Duodécimo Doctor, Bill.

En la longeva serie de ciencia ficción de la BBC Doctor Who y sus trabajos relacionados, el término acompañante (del inglés Companion) se refiere a un personaje que viaja con el Doctor o comparte sus aventuras. En la mayor parte de las historias de Doctor Who, el acompañante principal actúa como portavoz de la audiencia. Proporciona el prisma a través del cual el espectador entra en la serie. El personaje del acompañante, muchas veces, desata la historia haciendo preguntas y metiéndose en líos, o ayudando, rescatando o desafiando al Doctor. Esta designación la aplican los productores del programa a un personaje, y así aparece en el material promocional de la BBC y su terminología fuera de pantalla. Hasta el regreso de la serie en 2005, el término rara vez se usaba en pantalla. El Doctor también se refiere a los otros personajes principales como sus "amigos" o "asistentes"; la prensa británica también ha usado este último término.

## Historia
Cuando se creó Doctor Who, la estructura dramática del reparto del programa era bastante diferente del esquema de héroe y ayudante que surgió después. Al principio, el personaje del Doctor era difuso, con motivaciones y habilidades desconocidas. Los protagonistas eran los profesores Ian Chesterton y Barbara Wright, que proporcionaban el punto de vista de la audiencia en las historias basadas en la historia de la Tierra o en mundos alienígenas. En particular, Ian hacía el papel del héroe de acción. El cuarto personaje era la nieta del Doctor Susan Foreman, de quien (aunque presentada inicialmente como una niña sobrenatural) estaba prevista su presencia para que se identificaran con ella los espectadores más jóvenes.
Carole Ann Ford, intérprete de Susan, no estaba contenta con la falta de desarrollo de su personaje, y decidió abandonar la serie en la segunda temporada. Susan se casó con un luchador por la libertad y se quedó atrás para reconstruir una Tierra destrozada por los Daleks. Los productores de Doctor Who reemplazaron a Susan con otra joven, Vicki. De la misma forma, cuando Ian y Barbara se marcharon, la posición de "héroe de acción" la rellenó el astronauta Steven Taylor. Este esquema de grupo, un hombre joven y una chica joven y atractiva, se convirtió en el patrón del programa durante los sesenta.
Cuando el programa se mudó al color en 1970, cambió el formato: el Doctor estaba ahora atado a la Tierra, y se rodeó de un reparto de apoyo afiliado a la organización paramilitar UNIT. El Tercer Doctor, más activo y en mejor forma física que sus predecesores, hizo que el papel de acompañante "héroe de acción" masculino sobrara. En la temporada de 1970, el Doctor fue asistido por la científica Liz Shaw y por Brigadier Lethbridge-Stewart, junto con otros miembros del personal de UNIT, como el Sargento Benton. La intelectual Shaw fue reemplazada por Jo Grant en la temporada de 1971, y mientras el programa fue regresando poco a poco a las aventuras ocasionales en el espacio, el formato volvió a cambiar: mientras UNIT seguía sirviendo de base para las historias en la Tierra, en las historias en el espacio el Doctor y Jo se convirtieron en un dúo con una relación cercana y personal. Este esquema, el Doctor con una sola acompañante femenina, se convirtió en el modelo a seguir para los siguientes episodios de Doctor Who. El "héroe masculino" regresó en algunas ocasiones (por ejemplo con Harry Sullivan, Adric, Vislor Turlough, Jack Harkness y Rory Williams) pero la acompañante femenina en solitario fue lo más cotidiano en Doctor Who.
El personaje de Harry Sullivan se creó cuando el equipo de producción esperaba que el Cuarto Doctor fuera interpretado por un actor más viejo que hubiera tenido problemas con la actividad que desplegaba su predecesor. Al final, el papel fue a un actor de 40 años, Tom Baker, y el papel de Harry, que ya no era necesario para la acción, se redujo.
En la última temporada del Cuarto Doctor, adquirió tres acompañantes (Adric, Tegan y Nyssa) y esta situación continuó con el Quinto Doctor por un tiempo. Adric salió por el método inusual de "matarlo". Para el Sexto Doctor, se volvió a la acompañante femenina en solitario una vez más, y desde entonces hasta la actualidad, salvo con las excepciones de Jack Harkness y Rory Williams, se ha mantenido el esquema de que al Doctor solo le acompañara una mujer.

## Definición
Aunque el término "acompañante" lo asignan los productores del programa a personajes específicos, y aparece en el material promocional de la BBC y la terminología de ficción fuera de pantalla, no hay una definición formal que constituya esta designación. Stephen Brook en The Guardian no contaba a Michelle Ryan como una acompañante adecuada pero dijo que "lo que constituye a un acompañante del Doctor ya no está claro". La definición de quién y quién no es un acompañante se hace menos clara en la nueva serie. En las últimas temporadas, sus acompañantes principales Rose Tyler, Martha Jones, Donna Noble, Amy Pond, Rory Williams y Clara Oswald, han rellenado cada uno un papel dramático distinto, mucho más significativo que otros viajeros en la TARDIS menos prominentes como Adam, Jack y Mickey. La prensa británica se refirió a Martha como "la primera acompañante de minoría étnica en los 43 años de historia de Doctor Who y la primera asistente negra", a pesar de la presencia de Mickey Smith en la temporada anterior, incluyendo varios episodios en los que viajó en la TARDIS con el Doctor.
El Brigadier se incluyó como acompañante en Making of Doctor Who, publicado en los setenta.
Los títulos de crédito hacen poco para aclarar la situación. En las dos primeras temporadas de la serie nueva, el único actor de reparto que aparece es Billie Piper. En las siguientes serán Freema Agyeman y Catherine Tate en todos los episodios que aparecen. En la tercera temporada, John Barrowman aparece en los títulos cuando vuelve al programa. La cuarta temporada le dio aparición a Agyeman, Piper, Barrowman y Elisabeth Sladen. Noel Clarke apareció en el mismo episodio y aunque es listado como acompañante en el sitio web de la BBC de Doctor Who, Clarke no apareció en los créditos como los demás. En El fin del tiempo, John Simm recibe acreditación al principio por su papel de antagonista como El Amo, por encima de Bernard Cribbins como el acompañante Wilfred Mott.
Los acompañantes en la serie nueva tienen un paso más flexible que sus predecesores clásicos. Varios de ellos han regresado a la serie tras abandonar la compañía del Doctor, sobre todo en el final de la cuarta temporada, La Tierra robada/El fin del viaje, que muestra el regreso de Rose, Martha, Jack, Sarah Jane y Mickey. Esta tendencia, junto con el aumento de acompañantes de "un solo uso" como Astrid Peth y Jackson Lake, ha oscurecido aún más el asunto de quién es acompañante y quién no, y cuándo.

## Papel
Los acompañantes del Doctor han asumido una variedad de papeles: pasajeros involuntarios, polizones, asistentes (sobre todo Liz Shaw), amigos, y compañeros de aventuras: y, por supuesto, regularmente adquiere nuevos acompañantes y pierde los viejos. A veces regresan a su casa, a veces encuentran nuevas causas o amores en mundos que visitan. Y algunos acompañantes, en concreto Katarina, Sara Kingdom, Adric y River Song, han muerto durante sus viajes con el Doctor.
La mayoría de los acompañantes viajan en la TARDIS con el Doctor en más de una aventura. A veces un personaje en la historia tomará un papel similar al del acompañante, como la fotógrafa Isobel Watkins en The Invasion (1968), o Lynda en Lobo malo y El momento de la despedida (2005). En la serie nueva, algunos personajes que empezaron como episódicos han adquirido el estatus de acompañantes, como Mickey Smith, River Song, Wilfred Mott y Craig Owens.
A pesar de que la mayoría de los acompañantes de Doctor Who son mujeres jóvenes y atractivas, el equipo de producción de la serie entre 1963 y 1989 mantuvo un prolongado tabú acerca de cualquier relación romántica en la TARDIS: por ejemplo, Peter Davison, como el Quinto Doctor, tenía prohibido rodear con el brazo a Sarah Sutton (Nyssa) o Janet Fielding (Tegan). Sin embargo, eso no ha evitado que los fanes especularan con posibles relaciones románticas, sobre todo entre el Cuarto Doctor y la Señora del Tiempo Romana, cuyos actores, Tom Baker y Lalla Ward, compartieron romance y un breve matrimonio. El tabú se rompió con gran controversia en el telefilme de 1996 cuando el Octavo Doctor besó a su acompañante Grace Holloway. La temporada de 2005 jugó con esta idea haciendo que varios personajes pensaran que el Noveno Doctor y Rose Tyler eran pareja, algo que ellos negaban vehementemente. Desde el regreso de la serie, el Doctor ha besado a muchos de sus acompañantes, incluyendo a Rose y a Jack, aunque no necesariamente en un contexto romántico. Donna Noble negaba vehementemente un interés sexual cuando él le invitó a unirse, y le explicó "Sólo quiero una compañera" y ella no entendió y creyó que quería "aparearse". Rose y Martha desarrollaron sentimientos amorosos hacia el Doctor. En el lado opuesto de la misma moneda, Amy reaccionó al estrés de sus aventuras intentando seducir agresivamente al Doctor a pesar de estar enamorada de su prometido Rory, y el Doctor la apartó de un empujón. El Undécimo Doctor besó románticamente a la hija de Amy y Rory, la acompañante esporádica River Song, en El día de la Luna y se casó con ella en La boda de River Song.
Anteriores acompañantes han regresado a la serie, normalmente para especiales de aniversario. Una antigua acompañante, Sarah Jane Smith (interpretada por Elisabeth Sladen), junto al perro robótico K-9, aparecieron en cuatro y dos episodios respectivamente de la serie nueva más de 20 años después de sus últimas apariciones en el especial del 20 aniversario The Five Doctors (1983). El personaje de Sarah Jane también consiguió su propio spin-off, The Sarah Jane Adventures, con K-9, hasta la muerte de Sladen. Otro acompañante, Jack Harkness, ha sido el personaje principal de la serie de ciencia ficción Torchwood. No solo han seguido teniendo esos antiguos acompañantes apariciones en Doctor Who, a veces se han acompañado de algunos personajes de los spin-offs, incluyendo a los colegas de Jack Gwen Cooper y Ianto Jones, y a la "familia" de Sarah Jane, el ordenador Sr. Smith, Luke Smith y K-9 Modelo IV. Otros antiguos compañeros tanto de la serie clásica como de la nueva han regresado como invitados en los spin-offs, incluyendo a Martha Jones en Torchwood y al Brigadier Lethbridge-Stewart y Jo Grant en The Sarah Jane Adventures. K-9 Modelo I consiguió también su propia serie, aunque en una continuidad independiente.
Cuando Doctor Who regresó en 2005, los personajes acompañantes tenían un papel bastante diferente, sobre todo con el fuerte enfoque en el personaje de Rose Tyler y los personajes relacionados con ella. Por ejemplo, aunque Adam Mitchell era acompañante en el sentido estricto de la palabra, solo apareció en dos episodios y tuvo un papel significativamente menor en la temporada 2005 que su novio a ratos Mickey Smith, que técnicamente no era acompañante pero apareció en cinco episodios (o seis si se cuenta una aparición de niño en El día del padre. Mickey adquirió el estatus de acompañante cuando se fue en la TARDIS en el episodio de 2006 Reunión escolar. En ese episodio, Sarah Jane Smith se refirió a Rose como la "asistenta" del Doctor, un término que le sentó mal a Rose. Este diálogo puede ser tomado como un indicativo del cambio de la nueva serie en la aproximación al papel del acompañante.
Hasta la fecha, Sarah Jane Smith es la única acompañante de la serie clásica que ha vuelto a viajar con el Doctor en la serie nueva, y una de dos que han aparecido en general. Rechazó la invitación en Reunión escolar, pero después se encontró con el Doctor a bordo de una nave Dalek en El fin del viaje y viajó con él, otros acompañantes y la madre de Rose, Jackie Tyler en la TARDIS mientras devolvían la Tierra al sistema solar. Sarah Jane, su predecesora Jo Grant y sus respectivos compañeros viajaron brevemente en la TARDIS con el Undécimo Doctor en el serial de The Sarah Jane Adventures Death of the Doctor. El Undécimo Doctor intentó viajar con el Brigadier Lethbridge-Stewart una vez más en La boda de River Song, pero descubrió que había muerto meses antes.
En la serie clásica, rara vez aparecen familiares y amigos de los acompañantes, y casi todos desconocían la verdadera naturaleza del Doctor y la TARDIS. Entre las excepciones, la breve aparición del futuro marido de Susan, David Campbell; el antepasado de Dodo Chaplet, Anne Chaplet; el padre de Victoria Waterfield, Edward; el futuro marido de Jo Grant, el profesor Clifford Jones; los varios compañeros de trabajo en UNIT; el padre de Leela, Sole y su futuro novio o marido Andred; la tía de Tegan Jovanka, Vanessa, su abuelo materno Andrew Verney, y su primo Colin Frazer; el padre de Nyssa, Tremas y su madrastra Kassia; el padrastro de Peri Brown, el profesor Howard Foster, y su futuro marido el Rey Yrcanos; el exnovio de Ace Sabalom Glitz, su abuela materna Kathleen Dudman, su madre de leche Audrey Dudman, y una fotografía de su abuelo materno Frank Dudman; y la segunda esposa del Brigadier, Doris. En los spin-offs se presentó además a la tía de Sarah Jane Smith, Lavinia (que sólo había sido mencionada en la serie clásica) y a su hermano de acogida Brendan Richards, y a la hija del Brigadier, Kate (que después aparecería en la serie moderna) y su nieto Gordon.
Por el contrario, las familias y amigos de casi todos los acompañantes de la nueva serie aparecen extensiva y continuamente, y sus aventuras con el Doctor generalmente no se guardan en secreto. La serie nueva ha visto un cierto número de acompañantes relacionados con otros acompañantes por sangre o matrimonio (el abuelo de Donna Noble, Wilfred Mott, el prometido y después marido de Amy Pond, Rory Williams, y la hija de la pareja, River Song, y antiguos acompañantes convertidos en matrimonio como Mickey Smith y Martha Jones, que se casaron tras sus aventuras con el Doctor). Este tipo de relaciones no ocurrían entre acompañantes en la serie clásica (aunque se dice que Ian Chesterton y Barbara Wright se casaron después de sus aventuras). Las familias de algunos acompañantes de la serie clásica también se han explorado en la serie nueva, como Jo Grant (ahora Jo Jones) y su nieto Santiago Jones; y los padres de Sarah Jane Smith, su hijo adoptivo Luke Smith, su hija adoptiva Sky Smith, y su prometido en una línea temporal alternativa Peter Dalton; y la hija del Brigadier, Kate.
Otro cambio en la serie nueva es la representación de la vida anterior al Doctor de muchos acompañantes, sobre todo sus infancias; ningún acompañante fue representado así en la serie clásica. Los acompañantes Rose Tyler, Mickey Smith, Adelaide Brooke, Amy Pond, Rory Williams, River Song y en especial Clara Oswald, todos han aparecido en su juventud interpretados por actores jóvenes en Doctor Who, está especialmente bien documentada la vida Pond-Williams-Song. Los acompañantes Jack Harkness y Sarah Jane Smith también han aparecido en su juventud en sus respectivos spin-offs.

## Lista de acompañantes televisivos

### Primer Doctor
| Acompañante    | Actor           | Temporadas | Primer serial                        | Último serial           | Apariciones con el Primer Doctor |
| -------------- | --------------- | ---------- | ------------------------------------ | ----------------------- | -------------------------------- |
| Susan Foreman  | Carole Ann Ford | 1–2        | An Unearthly Child                   | The Five Doctors        | 11                               |
| Barbara Wright | Jacqueline Hill | 1–2        | An Unearthly Child                   | The Chase               | 16                               |
| Ian Chesterton | William Russell | 1–2        | An Unearthly Child                   | The Chase               | 16                               |
| Vicki          | Maureen O'Brien | 2–3        | The Rescue                           | The Myth Makers         | 9                                |
| Steven Taylor  | Peter Purves    | 2–3        | The Chase                            | The Savages             | 10                               |
| Katarina       | Adrienne Hill   | 3          | The Myth Makers                      | The Daleks' Master Plan | 2                                |
| Sara Kingdom   | Jean Marsh      | 3          | The Daleks' Master Plan              | The Daleks' Master Plan | 1                                |
| Dodo Chaplet   | Jackie Lane     | 3          | The Massacre of St Bartholomew's Eve | The War Machines        | 6                                |
| Polly          | Anneke Wills    | 3–4        | The War Machines                     | The Tenth Planet        | 3                                |
| Ben Jackson    | Michael Craze   | 3–4        | The War Machines                     | The Tenth Planet        | 3                                |

### Segundo Doctor
| Acompañante                  | Actor                      | Temporadas       | Primer serial           | Último serial      | Apariciones con el Segundo Doctor |
| ---------------------------- | -------------------------- | ---------------- | ----------------------- | ------------------ | --------------------------------- |
| Polly                        | Anneke Wills               | 4                | The Power of the Daleks | The Faceless Ones  | 6                                 |
| Ben Jackson                  | Michael Craze              | 4                | The Power of the Daleks | The Faceless Ones  | 6                                 |
| Jamie McCrimmon              | Frazer Hines Hamish Wilson | 4–6, 22          | The Highlanders         | The Two Doctors    | 21 (20 como acompañante)          |
| Victoria Waterfield          | Deborah Watling            | 4–5              | The Evil of the Daleks  | Fury from the Deep | 7                                 |
| Zoe Heriot                   | Wendy Padbury              | 5–6              | The Wheel in Space      | The War Games      | 9 (8 como acompañante)            |
| Brigadier Lethbridge-Stewart | Nicholas Courtney          | Especial de 1983 | The Five Doctors        | The Five Doctors   | 3 (1 como acompañante)            |

### Tercer Doctor
| Acompañante      | Actriz           | Temporadas | Primer serial        | Último serial    | Apariciones con el Tercer Doctor |
| ---------------- | ---------------- | ---------- | -------------------- | ---------------- | -------------------------------- |
| Liz Shaw         | Caroline John    | 7          | Spearhead from Space | Inferno          | 5 (4 como acompañante)           |
| Jo Grant         | Katy Manning     | 8–10       | Terror of the Autons | The Green Death  | 15                               |
| Sarah Jane Smith | Elisabeth Sladen | 11-14      | The Time Warrior     | The Five Doctors | 6                                |

#### Disputados
Los siguientes tres personajes, todos asociados con UNIT durante el exilio del Tercer Doctor en la Tierra son considerados acompañantes por algunas fuentes, a pesar de aparecer irregularmente en el programa.
| Personaje                    | Actor             | Temporadas | Primera aparición        | Última aparición      | Apariciones con el Tercer Doctor |
| ---------------------------- | ----------------- | ---------- | ------------------------ | --------------------- | -------------------------------- |
| Brigadier Lethbridge-Stewart | Nicholas Courtney | 7–11       | Spearhead from Space     | Planet of the Spiders | 16                               |
| Sargento Benton              | John Levene       | 7–11       | The Ambassadors of Death | Planet of the Spiders | 12                               |
| Mike Yates                   | Richard Franklin  | 8–11       | Terror of the Autons     | The Five Doctors      | 10                               |

### Cuarto Doctor
| Acompañante      | Actor                              | Temporadas | Primer serial        | Último serial         | Apariciones con el Cuarto Doctor |
| ---------------- | ---------------------------------- | ---------- | -------------------- | --------------------- | -------------------------------- |
| Sarah Jane Smith | Elisabeth Sladen                   | 12–14      | Robot                | The Hand of Fear      | 13                               |
| Harry Sullivan   | Ian Marter                         | 12–13      | Robot                | Terror of the Zygons  | 7 (6 como acompañante)           |
| Leela            | Louise Jameson                     | 14–15      | The Face of Evil     | The Invasion of Time  | 9                                |
| K-9 Modelo I     | John Leeson (voz)                  | 15         | The Invisible Enemy  | The Invasion of Time  | 4                                |
| K-9 Modelo II    | John Leeson David Brierley (voces) | 16-18      | The Ribos Operation  | Warriors' Gate        |                                  |
| Romana           | Mary Tamm Lalla Ward               | 16–18      | The Ribos Operation  | The Armageddon Factor | 18                               |
| Adric            | Matthew Waterhouse                 | 18         | Full Circle          | Logopolis             | 5                                |
| Nyssa            | Sarah Sutton                       | 18         | The Keeper of Traken | Logopolis             | 2                                |
| Tegan Jovanka    | Janet Fielding                     | 18         | Logopolis            | Logopolis             | 1                                |

### Quinto Doctor
| Acompañante     | Actor              | Temporada | Primer serial     | Último serial              | Apariciones con el Quinto Doctor |
| --------------- | ------------------ | --------- | ----------------- | -------------------------- | -------------------------------- |
| Adric           | Matthew Waterhouse | 19        | Castrovalva       | Earthshock                 | 8 (6 como acompañante)           |
| Nyssa           | Sarah Sutton       | 19–20     | Castrovalva       | Terminus                   | 12 (11 como acompañante)         |
| Tegan Jovanka   | Janet Fielding     | 19–21     | Castrovalva       | Resurrection of the Daleks | 19 (18 como acompañante)         |
| Vislor Turlough | Mark Strickson     | 20–21     | Mawdryn Undead    | Planet of Fire             | 11 (10 como acompañante)         |
| Kamelion        | Gerald Flood (voz) | 20,21     | The King's Demons | Planet of Fire             | 3 (2 como acompañante)           |
| Peri Brown      | Nicola Bryant      | 21        | Planet of Fire    | The Caves of Androzani     | 2                                |

### Sexto Doctor
| Acompañante | Actriz          | Temporadas | Primer serial                                    | Último serial                              | Apariciones con el Sexto Doctor |
| ----------- | --------------- | ---------- | ------------------------------------------------ | ------------------------------------------ | ------------------------------- |
| Peri Brown  | Nicola Bryant   | 21–23      | The Twin Dilemma                                 | The Trial of a Time Lord: Mindwarp         | 9                               |
| Mel Bush    | Bonnie Langford | 23         | The Trial of a Time Lord: Terror of the Vervoids | The Trial of a Time Lord: The Ultimate Foe | 2                               |

### Séptimo Doctor
| Acompañante | Actriz          | Temporadas | Primer serial     | Último serial | Apariciones con el Séptimo Doctor |
| ----------- | --------------- | ---------- | ----------------- | ------------- | --------------------------------- |
| Mel Bush    | Bonnie Langford | 24         | Time and the Rani | Dragonfire    | 4                                 |
| Ace         | Sophie Aldred   | 24–26      | Dragonfire        | Survival      | 9                                 |

### Octavo Doctor
| Acompañante    | Actriz          | Historia                | Apariciones con el Octavo Doctor |
| -------------- | --------------- | ----------------------- | -------------------------------- |
| Grace Holloway | Daphne Ashbrook | Doctor Who: La película | 1                                |

### Noveno Doctor
| Acompañante   | Actor          | Temporada | Primer episodio | Último episodio              | Apariciones con el Noveno Doctor |
| ------------- | -------------- | --------- | --------------- | ---------------------------- | -------------------------------- |
| Rose Tyler    | Billie Piper   | 1         | "Rose"          | "El momento de la despedida" | 13                               |
| Adam Mitchell | Bruno Langley  | 1         | "Dalek"         | "Una jugada larga"           | 2                                |
| Jack Harkness | John Barrowman | 1         | "El niño vacío" | "El momento de la despedida" | 5                                |

### Décimo Doctor
| Acompañante             | Actor             | Temporada            | Primer episodio              | Último episodio              | Apariciones con el Décimo Doctor |
| ----------------------- | ----------------- | -------------------- | ---------------------------- | ---------------------------- | -------------------------------- |
| Rose Tyler              | Billie Piper      | 2, 4                 | "La invasión en Navidad"     | "El fin del viaje"           | 22 (18 como acompañante)         |
| Mickey Smith            | Noel Clarke       | 2, 4                 | "Reunión escolar"            | "El fin del viaje"           | 10 (5 como acompañante)          |
| Donna Noble             | Catherine Tate    | Especial 2006, 4     | "La novia fugitiva"          | "El fin del viaje"           | 16 (14 como acompañante)         |
| Martha Jones            | Freema Agyeman    | 3, 4                 | "Smith y Jones"              | "El fin del viaje"           | 19 (18 como acompañante)         |
| Jack Harkness           | John Barrowman    | 3, 4                 | "Utopía"                     | "El fin del viaje"           | 6 (5 como acompañante)           |
| Astrid Peth             | Kylie Minogue     | Especial 2007        | "El viaje de los condenados" | "El viaje de los condenados" | 1                                |
| Sarah Jane Smith        | Elisabeth Sladen  | 4                    | "La Tierra robada"           | "El fin del viaje"           | 4 (2 como acompañante)           |
| Jackson Lake            | David Morrissey   | Especiales 2008-2010 | "El siguiente Doctor"        | "El siguiente Doctor"        | 1                                |
| Rosita Farisi           | Velile Tshabalala | Especiales 2008-2010 | "El siguiente Doctor"        | "El siguiente Doctor"        | 1                                |
| Lady Christina de Souza | Michelle Ryan     | Especiales 2008-2010 | "El planeta de los muertos"  | "El planeta de los muertos"  | 1                                |
| Adelaide Brooke         | Lindsay Duncan    | Especiales 2008-2010 | "Las aguas de Marte"         | "Las aguas de Marte"         | 1                                |
| Wilfred Mott            | Bernard Cribbins  | Especiales 2008-2010 | "El fin del tiempo"          | "El fin del tiempo"          | 8 (1 como acompañante)           |

### Undécimo Doctor
| Acompañante   | Actor          | Temporada | Primer episodio           | Último episodio               | Apariciones con el Undécimo Doctor |
| ------------- | -------------- | --------- | ------------------------- | ----------------------------- | ---------------------------------- |
| Amy Pond      | Karen Gillan   | 5–7       | "En el último momento"    | "Los ángeles toman Manhattan" | 33 (31 como acompañante)           |
| Rory Williams | Arthur Darvill | 5–7       | "Los vampiros de Venecia" | "Los ángeles toman Manhattan" | 27 (24 como acompañante)           |
| River Song    | Alex Kingston  | 6-7       | "El astronauta imposible" | "El nombre del Doctor"        | 12 (6 como villana)                |
| Craig Owens   | James Corden   | 6         | "Hora de cerrar"          | "Hora de cerrar"              | 2 (1 como acompañante)             |
| Clara Oswald  | Jenna Coleman  | 7         | "Los hombres de nieve"    | "El tiempo del Doctor"        | 10 (9 como acompañante)            |

### Duodécimo Doctor
| Acompañante  | Actor         | Temporada | Primer episodio        | Último episodio      | Apariciones con el Duodécimo Doctor |
| ------------ | ------------- | --------- | ---------------------- | -------------------- | ----------------------------------- |
| Clara Oswald | Jenna Coleman | 8-9       | "El tiempo del Doctor" | "Huido del infierno" | 24                                  |
| Bill Potts   | Pearl Mackie  | 10        | "El piloto"            | "Twice Upon a Time"  | 13                                  |
| Nardole      | Matt Lucas    | 10        | "El piloto"            | "Twice Upon a Time"  | 13                                  |

### Decimotercer Doctor
| Acompañante    | Actor          | Temporada     | Primer episodio               | Último episodio            | Apariciones con la Decimotercer Doctor |
| -------------- | -------------- | ------------- | ----------------------------- | -------------------------- | -------------------------------------- |
| Graham O'Brien | Bradley Walsh  | 11-12         | "The Woman Who Fell to Earth" | "The Power of the Doctor"  | 23 (22 como acompañante)               |
| Ryan Sinclair  | Tosin Cole     | 11-12         | "The Woman Who Fell to Earth" | "Revolution of the Daleks" | 22                                     |
| Yasmin Khan    | Mandip Gill    | 11-13         | "The Woman Who Fell to Earth" | "The Power of the Doctor"  | 31                                     |
| Jack Harkness  | John Barrowman | Especial 2021 | "Revolution of the Daleks"    | "Revolution of the Daleks" | 1                                      |
| Dan Lewis      | John Bishop    | 13            | "The Halloween Apocalypse"    | "The Power of the Doctor"  | 9                                      |
| Tegan Jovanka  | Janet Fielding | Especial 2022 | "The Power of the Doctor"     | "The Power of the Doctor"  | 1                                      |
| Ace            | Sophie Aldred  | Especial 2022 | "The Power of the Doctor"     | "The Power of the Doctor"  | 1                                      |

### Decimocuarto Doctor
| Acompañante | Actor          | Temporada       | Primer episodio  | Último episodio | Apariciones con el Decimocuarto Doctor |
| ----------- | -------------- | --------------- | ---------------- | --------------- | -------------------------------------- |
| Donna Noble | Catherine Tate | Especiales 2023 | "The Star Beast" | "The Giggle"    | 3                                      |

### Decimoquinto Doctor
| Acompañante     | Actor           | Temporada     | Primer episodio           | Último episodio    | Apariciones con el Decimoquinto Doctor |
| --------------- | --------------- | ------------- | ------------------------- | ------------------ | -------------------------------------- |
| Ruby Sunday     | Millie Gibson   | 14            | "The Church on Ruby Road" | "Joy to the World" | 10 (9 como acompañante)                |
| Joy Almondo     | Nicola Coughlan | Especial 2024 | "Joy to the World"        | "Joy to the World" | 1                                      |
| Belinda Chandra | Varada Sethu    | 15            | "The Robot Revolution"    | TBA                | TBA                                    |

## Muertes de acompañantes
Durante el curso de la historia del programa, ha habido algunas ocasiones en que acompañantes han muerto durante sus aventuras con el Doctor.
- Dos acompañantes mueren en The Daleks' Master Plan. Katarina, que había sido presentada al final de la historia anterior, se consideró por parte del equipo de producción que era un personaje que no encajaba como acompañante de larga duración,[77] y así muere cuando abre el compartimento estanco de una nave espacial tras ser tomada como rehén por un preso. Sara Kingdom, que sucede a Katarina durante el resto de la historia, también muere cuando envejece a toda velocidad al activar el Primer Doctor un dispositivo "Destructor del Tiempo".[78]
- Adric muere al final del episodio 4 de Earthshock en la explosión de un transbordador espacial en la atmósfera de la Tierra en el año 65,5 millones a. C. Esa explosión es la causa de la extinción de los dinosaurios. No pudo desviar la nave, ya que un Cyberman había destruido los controles.
- Kamelion, un acompañante androide, es destruido por el Quinto Doctor en el episodio 4 de Planet of Fire como acto de misericordia después de que el Amo empiece a controlarle y le pida que le destruya.
- K-9 Modelo III se sacrifica en Reunión escolar para salvar al Doctor y sus amigos de un grupo de alienígenas. El siguiente K-9 Modelo IV que el Doctor deja con Sarah Jane le dice que le han transferido los ficheros del Modelo III.
- En El niño vacío y La hija del Doctor, el Doctor menciona que ha perdido a toda su familia, lo que implica la muerte de su nieta Susan Foreman.
- Astrid Peth se sacrifica para matar a Capricorn empujándole al núcleo de un reactor al final de El viaje de los condenados. El Décimo Doctor la resucita parcialmente y manda sus átomos a volar por el espacio.
- Al final de Las aguas de Marte, Adelaide Brooke se suicida para conservar un punto fijo en el tiempo.
- Sarah Jane Smith menciona la muerte de Harry Sullivan en el epílogo de Death of the Doctor, cuando habla de varios antiguos acompañantes en tiempo presente y de Harry en tiempo pasado.
- El Undécimo Doctor intenta llamar al Brigadier Lethbridge-Stewart en La boda de River Song, solo para descubrir que ha muerto hace unos meses, coincidiendo con la muerte de su actor, Nicholas Courtney.
- En Los ángeles toman Manhattan, Rory Williams y Amy Pond son desplazados al pasado por un ángel lloroso; Amy permite al ángel que la mande atrás para poder estar con Rory. En una tumba se revela que murieron a los 87 y 82 años respectivamente.
- Clara Oswald Finalmente muere en Cara a cara con el cuervo tras intentar salvar a Rigsy del cronobloqueo, absorbiendo el contador, y su encuentro con el cuervo, sin conocimiento del Doctor. El Duodécimo Doctor no puede hacer nada por salvarla cuando el cuervo acaba con su vida al llegar el contador a 0. Es la primera muerte -en pantalla- de una acompañante en las nuevas series del Doctor. Más tarde se supo que, gracias a un bloqueo temporal, Clara "vivió" entre sus dos últimos látidos un periodo indeterminado de tiempo hasta que decidió enfrentar voluntariamente a su muerte.

### Suavizadas
- En The Trial of a Time Lord, Peri Brown es asesinada por el Rey Yrcanos en Mindwarp, después de que su cerebro sea reemplazado por el de Kiv, miembro de la raza de los Mentor. Sin embargo, en The Ultimate Foe se revela que Peri no había muerto y que en su lugar se había convertido en la consorte de Yrcanos.
- Grace Holloway es asesinada por El Amo pero el enlace con el Ojo de la Armonía de la TARDIS la revive durante Doctor Who: La película.
- Jack Harkness es asesinado por los Daleks, pero Rose Tyler le resucita y le convierte en inmortal en El momento de la despedida. Desde entonces ha muerto numerosas veces en Doctor Who y Torchwood, siempre resucitando poco después.
- River Song se sacrifica en El bosque de los muertos para salvar la vida del Doctor, pero este logra subir una copia digital de su conciencia al núcleo de datos de la Biblioteca, viviendo así en el mundo virtual de la misma para siempre. Más adelante, River aparecerá a lo largo de las aventuras del Doctor, siempre en versiones para ella anteriores a esa muerte, salvo en El nombre del Doctor, donde aparece una versión fantasmal de River posterior a su muerte, procedente de la Biblioteca a través de una conexión psíquica abierta por Madame Vastra y conectada a la mente de Clara Oswald.
- La línea temporal alternativa de Gira a la izquierda muestra las muertes fuera de pantalla de Sarah Jane Smith y Martha Jones (así como la de los acompañantes de Sarah Jane, Luke, Maria y Clyde), pero esos eventos se deshacen con el sacrificio definitivo de Donna Noble en el clímax del episodio.
- Rory Williams es asesinado por los Eknodines en uno de los mundos de sueños de La elección de Amy. Dándose cuenta de que es su única oportunidad de volver a ver a Rory, Amy Pond se mata a sí misma y al Doctor en la misma realidad.
- Rory también es asesinado por la Silurian Restac al final de Sangre fría, sacrificándose para proteger al Doctor. Es después consumido por una grieta en el tiempo que le borra de la existencia. Reaparece en La Pandórica se abre como un duplicado Auton, creado a partir de los recuerdos de Amy, y vuelve a su antigua vida junto al resto del universo en El Big Bang.
- Rory muere de ancianidad en Los ángeles toman Manhattan en frente de sí mismo, Amy, el Undécimo Doctor y River Song. Amy y él borran la línea temporal saltando por la azotea, evitando así que sean enviados al pasado a morir de viejos en el piso de abajo.
- Una versión anciana de Amy Pond es asesinada por un robot en La chica que esperó, pero su existencia se borra cuando el Doctor, Amy y Rory abandonan esa línea temporal.
- Varias versiones de Clara Oswald han muerto para salvar al Doctor. La primera lo hizo para rescatar al Undécimo Doctor, Amy y Rory de un manicomio Dalek en El manicomio de los Daleks y la segunda en Los hombres de nieve, que fallece al caer desde una nube donde se encontraba la TARDIS. Estas "copias" de Clara son generadas por la Clara original, que entra en la línea temporal del Doctor para librarle de la Gran Inteligencia en El nombre del Doctor. Fuera de pantalla, Clara sufre infinidad de muertes de cada una de esas versiones a lo largo de toda la línea temporal del Doctor, tal y como se cuenta en el mismo episodio.
- Bill Potts es convertida en un cybermen, y luego, tras una explosión por parte del Duodécimo Doctor, ella muere, abandonando su cuerpo de cybermen.
- Nardole se muestra como un espectro de cristal en Twice Upon a Time, considerándose que también murió.
- Joy Almondo muere al consumir la semilla estelar en Joy to the World, convirtiéndose en una estrella.